# Državna cesta D523
D523 je bila državna cesta u Hrvatskoj. Ukupna duljina iznosila je 2,9 km.